# Arraial d'Ajuda
Arraial d'Ajuda é um distrito do município brasileiro de Porto Seguro, no litoral do estado da Bahia. Segundo o censo demográfico de 2022, realizado pelo Instituto Brasileiro de Geografia e Estatística (IBGE), sua população era de 25 157 habitantes e havia 9 142 domicílios particulares permanentes ocupados.
De acordo com o IBGE, em 2010 a população era de 16 997 habitantes e havia 7 741 domicílios particulares.
A pequena vila se caracteriza pelas suas praias paradisíacas, natureza exuberante e construções com um estilo único. Atrai turistas de todo o mundo e é considerada um ponto de encontro de escritores, músicos e artistas.

## Topônimo
O nome, de tradição cristã, foi uma homenagem a Tomé de Sousa e aos primeiros jesuítas que aqui chegaram em 1549, com suas três naus: Conceição, Salvador, e Ajuda - que viriam a ser nomes de suas primeiras igrejas. Foi, inicialmente, chamado de Arraial de Nossa Senhora d'Ajuda, em homenagem à Santa Padroeira. Em 25 de janeiro de 1984, foi fundada a Sociedade Amigos do Arraial de Nossa Senhora d'Ajuda. Isso comprova que esse era o nome utilizado formalmente na década de 1980. Aos poucos, o nome foi sendo reduzido e, na criação legal do distrito, ficou, definitivamente, Distrito de Arraial d'Ajuda.
Não existem variações — somente a forma "Arraial d'Ajuda" é a correta. Hoje em dia, até em documentos da prefeitura encontramos o nome escrito erroneamente — Arraial D'ajuda. Na língua portuguesa, a preposição não deve ser maiúscula e sim o nome próprio, d'Ajuda.

## Geografia
O distrito está situado num planalto e numa planície, cercado pela Mata Atlântica e mangues e cortado pelo rio Buranhém.

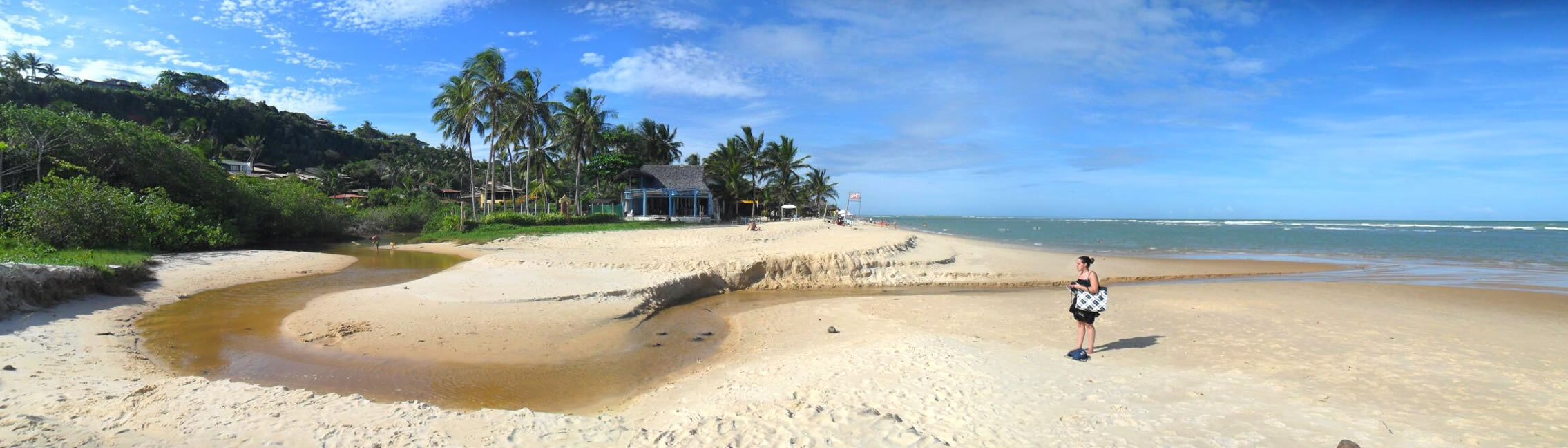
Rio Mucugê desaguando no mar

| Gráfico climático para Arraial d'Ajuda                     | Gráfico climático para Arraial d'Ajuda | Gráfico climático para Arraial d'Ajuda | Gráfico climático para Arraial d'Ajuda | Gráfico climático para Arraial d'Ajuda | Gráfico climático para Arraial d'Ajuda | Gráfico climático para Arraial d'Ajuda | Gráfico climático para Arraial d'Ajuda | Gráfico climático para Arraial d'Ajuda | Gráfico climático para Arraial d'Ajuda | Gráfico climático para Arraial d'Ajuda | Gráfico climático para Arraial d'Ajuda |
| ---------------------------------------------------------- | -------------------------------------- | -------------------------------------- | -------------------------------------- | -------------------------------------- | -------------------------------------- | -------------------------------------- | -------------------------------------- | -------------------------------------- | -------------------------------------- | -------------------------------------- | -------------------------------------- |
| J                                                          | F                                      | M                                      | A                                      | M                                      | J                                      | J                                      | A                                      | S                                      | O                                      | N                                      | D                                      |
| 146 30 21                                                  | 127 31 21                              | 118 31 21                              | 162 29 21                              | 118 28 19                              | 108 26 18                              | 135 26 17                              | 90 27 17                               | 59 29 18                               | 146 28 20                              | 160 29 20                              | 144 30 21                              |
| Temperaturas em °C • Precipitações em mmFonte: Tempo Agora |                                        |                                        |                                        |                                        |                                        |                                        |                                        |                                        |                                        |                                        |                                        |

### Litoral
O litoral de Arraial d'Ajuda é segmentado nas seguintes praias.
- Praia de Apaga-Fogo — é a primeira praia para quem chega em Arraial vindo de Porto Seguro via balsa. Nela, alguns esportes náuticos, como o windsurf, são praticados. Na maré baixa, os recifes formam piscinas naturais.[7]
- Praia de Araçaípe — areia repleta de conchas e mar calmo. Formam-se piscinas naturais na maré baixa.
- Praia dos Pescadores — situada entre Praia do Mucugê e a Praia de Araçaípe. Esta localizada a um quilômetro do centro.[8]
- Praia do Mucugê — o nome da praia é uma referência à planta homônima.[9] O mar é tranquilo por causa dos recifes, que formam piscinas naturais. Nela, há barracas que promovem luaus em algumas épocas do ano.[4] Nela, também está localizado o maior parque aquático do estado, o Eco Parque Arraial d’Ajuda.[10]
- Praia do Parracho — praia com uma famosa barraca homônima onde há shows, carnavais fora de época, festas de universidades etc. Na maré baixa a larga faixa de areia serve para abrigar toda essa "galera". Também é muito frequentada por mergulhadores.[11]
- Praia da Pitinga — de areia fofa, é um dos cartões postais do Arraial. Há um pedaço com barracas, logo no começo, sentido de quem vem da vila. Depois "desaparece" junto com as falésias e emenda com a do Taípe.[4]
- Praia da Lagoa Azul — está localizada a seis quilômetros do centro de Arraial d'Ajuda .[12]
- Praia de Taípe — de mar aberto, é isolada por falésias de até 20 metros; mas apesar disso tem barracas de apoio e acesso de automóveis antes da ponte sobre o Rio Taípe. No centro da praia há a Lagoa Azul, cujas areias são ricas em silicato de alumínio (substância utilizada na indústria cosmética), que dizem ser ótimas para a pele.[7]

## Bairros

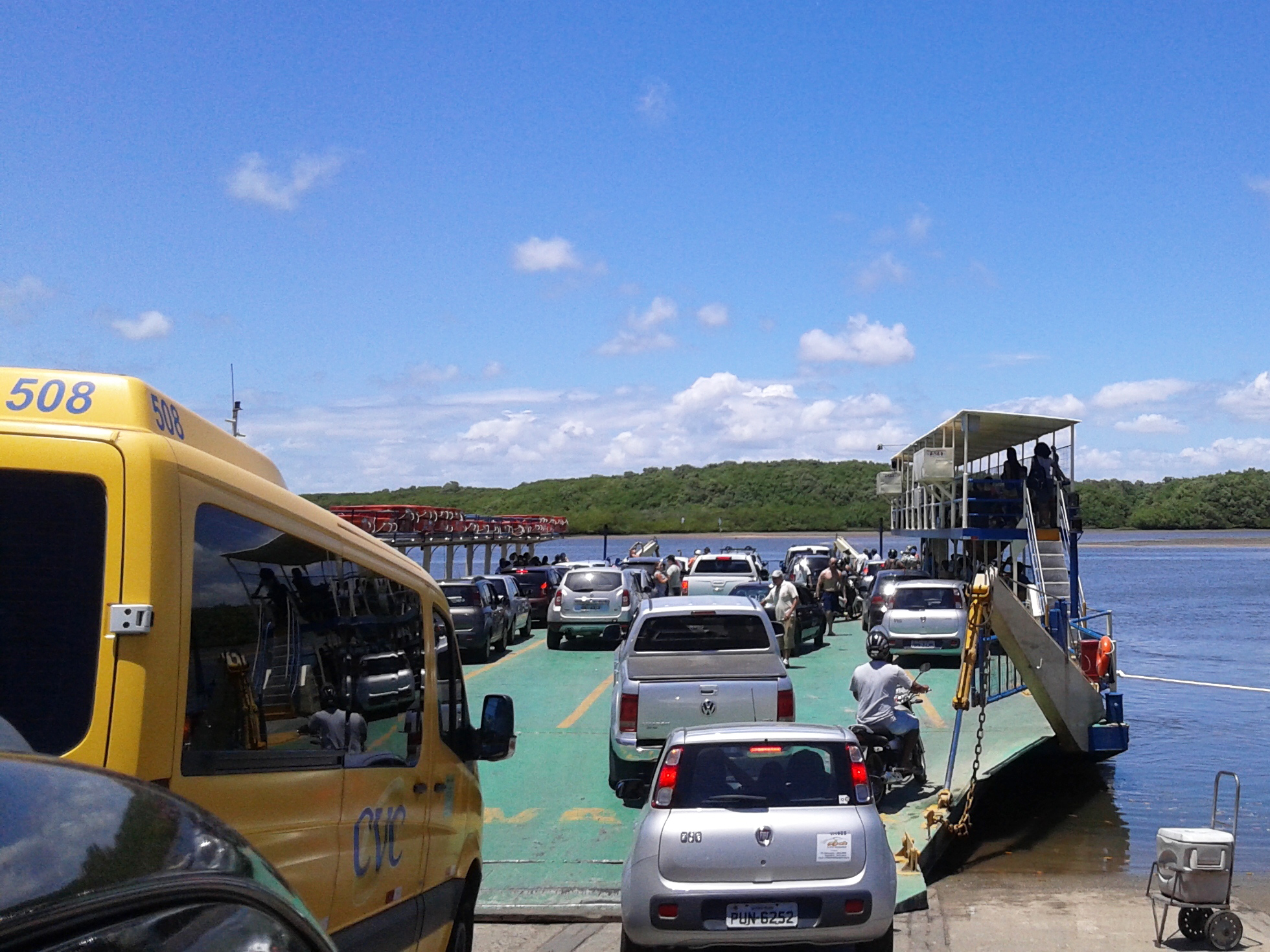
Entrada para a balsa no Rio Buranhém, que liga Arraial d'Ajuda à sede de Porto Seguro.

Na extensão do caminho que liga o centro de Arraial d'Ajuda ao centro de Porto Seguro, encontra-se o bairro Quintas do Arraial, também conhecido como Estrada da Balsa, mesmo nome de sua via principal. O Quintas do Arraial está localizado entre o mar e uma planície de inundação. É repleto de hotéis, pousadas, barracas de praia, condomínios, e casas de luxo. Há, também, um parque aquático, um centro hípico e estabelecimentos comerciais.
O centro de Arraial d'Ajuda se destaca pelos diversos atrativos turísticos, como restaurantes, bares e locais de interesse histórico, destacando-se a Praça da Igreja, centro histórico onde está localizada a Igreja Matriz de Nossa Senhora d'Ajuda e diversas lojas de artesanato. Também há a Broadway, rua calçada com bares e lojas. E ainda a Rua do Mucugê, o principal atrativo turístico da cidade, com restaurantes, bares, galerias de arte, dentre outros atrativos, em um estilo único que a faz conhecida como "A rua mais charmosa do Brasil".
Na extensão leste-oeste, há um parque central que divide a cidade. Ao norte deste, encontramos os bairros Loteamento Parracho, São José, Aldeia Velha, Novo Arraial. E, ao sul, estão os bairros São Francisco, Guanabara, São Pedro, Santiago, Villas do Arraial e Alto dos Villas.

## Turismo
|                                  |  |                |
| Igreja de Nossa Senhora d'Ajuda. |  | Rua do Mucugê. |

São atrações turísticas:
- Igreja de Nossa Senhora d'Ajuda — a construção da Igreja de Nossa Senhora d'Ajuda começou em 1550, pois os jesuítas só chegaram no final de dezembro de 1549.[13] Atualmente, centenas de fiéis peregrinam anualmente até a igreja a fim de celebrarem a romaria, procissão que ocorre de 6 a 15 de agosto em homenagem à padroeira do distrito.[14] Vale ressaltar que a igreja tal qual é conhecida hoje foi construída apenas em 1772[15]
- Rua do Mucugê — a estrada para o Rio Mucugê, mais conhecida como Rua do Mucugê, é onde se encontra a maior concentração de lojas e restaurantes da região. O estilo arquitetônico, a variedade e o refinamento de seus estabelecimentos lhe renderam o apelido de "Rua mais charmosa do Brasil". Ao final da Rua Mucugê, se tem acesso à Praia do Mucugê e à Praia da Pitinga. Nesta rua, encontra-se, também, a casa noturna Morocha Club, badalada não apenas por turistas, mas também por nativos.